# Dicranomyia boulariensis
Dicranomyia boulariensis là một loài ruồi trong họ Limoniidae. Chúng phân bố ở miền Australasia.